# Штаер, Владимир Владимирович
Владимир Владимирович Штаер, или Влодзимеж Штайер (15 июля 1892, Монреаль — 15 сентября 1957, Гданьск) — офицер Российского императорского флота, позднее польский контр-адмирал, главнокомандующий ВМС Польши с 1947 по 1950 год. Также автор ряда книг, опубликованных под псевдонимом Бруно Дзимич.

## Биография
Владимир Штаер родился в семье этнических поляков Влодзимежа Штаера и Теклы Витольд-Александрович в г. Монреаль (Канада). Вскоре после его рождения семья переехала в Санкт-Петербург. В 1913 году окончил морской кадетский корпус и курс морской артиллерии. В том же году был назначен на крейсер «Аскольд» в качестве артиллерийского офицера. Принимал участие в Первой Мировой войне, сначала в Средиземном море, был ранен в 1917 году, продолжил военную службу в Финляндии и Мурманске.
В 1919 году поступил на службу в польский флот и получил назначение в речной военный порт Модлин, где был помощником командира. В 1920 году он создал III морской батальон, во главе которого отправился на советско-польскую войну. В 1920 — 1921 гг. служил заместителем директора по учебной работе в военно-морском училище, затем был назначен командиром канонерской лодки ОРП «Генерал Халлер». В 1924 г. принял командование канонеркой ОРП «Комендант Пилсудский», через два года был назначен командиром миноносца ОРП «Мазур». Прошёл стажировку в Школе артиллерийских офицеров в Тулоне. В 1926 г. уволился со службы, но уже в 1927 г. был назначен на должность начальника управления артиллерии и вооружения при штабе ВМФ. Затем он стал командиром учебного корабля (бывшего бронепалубного крейсера) «Балтика», затем принял командование Школьной флотилией. В 1933—1935 г. командовал флотилией противоторпедных эсминцев. В 1935-1936 гг. служил начальником учебного центра специалистов флота (Centrum Wyszkolenia Specjalistów Floty), и затем назначен капитаном порта Гдыня. В это время он возглавляет комиссию по приёму тральщиков и кораблей ORP Grom, ORP Gryf и ORP Błyskawica .
С 1937 года он командует укреплённым районом Хель. Во время германской агрессии против Польши руководил обороной Хельской косы. 1 октября 1939 года он участвовал в брифинге для главкома флота Юзефа Унруга, на котором было принято решение о капитуляции. Взятый в плен, он содержался в следующих лагерях: Oflag XB в Нинбурге-на-Везере, Oflag XVIIC в Шпитталь-ан-дер-Драу, Oflag IIC в Вольденберге и Oflag XC в Любеке. Освободился в 1945 году.
После окончания боевых действий он вернулся на родину и был принят на службу в ВМФ. Был назначен командиром порта Гдыня. В 1946 году возглавлял военно-морскую миссию в Москве и подписал соглашение, по которому СССР уступил Польше 23 корабля. Затем командовал морской зоной в Щецине с базы Свиноуйсьце. В 1947 году назначен главнокомандующим польским флотом. В 1949 году он предложил сосредоточить военно-морские силы в Гдыне, поскольку снабжение и ремонт в Свиноуйсьце представляли серьёзные трудности. Он пригласил советских советников и продлил военную службу на флоте до 5 лет.
Подъём сталинизма в Польше положил конец его карьере. В 1950 году он воспрепятствовал службам безопасности, которые хотели арестовать капитан-лейтенанта Збигнева Венгляржа, командира ОРП «Блыскавица». По этой причине он был уволен немедленно и получил лишь небольшую пенсию по возрасту. Вынужденный искать другой доход, он работал в банке PKO сначала в Гдыне, а затем в Остроленке. Во время оттепели 1956 года получил квартиру в Гданьске (район Вжещ).
Одновременно с карьерой морского офицера в 1930-х годах он занялся морской литературой. Сначала он писал под псевдонимом Брунон Дзимич, а с 1947 года подписывал свои произведения своим настоящим именем.
Влодзимеж Штайер умер 15 сентября 1957 г. в военно-морском госпитале в Гданьске. Был похоронен с воинскими почестями на кладбище Защитников побережья в Редлово.

## Звания
| Мичман               | 1913 (Российская империя) |
| Лейтенант            | (Российская империя)      |
| Капитан-лейтенант    | 1917 (Российская империя) |
| Капитан-лейтенант    | 1919 (Польша)             |
| Командор-подпоручник | 1921 (Польша)             |
| Командор-поручник    | 1932 (Польша)             |
| Командор             | 1938 (Польша)             |
| контр-адмирал        | 1946 (Польша)             |

## Награды
- Серебряный крест Военного ордена «Virtuti Militari» (1945)
- Орден Возрождения Польши
  - Командорский крест (1948)
  - Офицерский крест (1946)
  - Рыцарский крест (1935)[2]
- Золотой крест Заслуги (1928)[2]
- Медаль Независимости[2]
- Медаль «Участнику войны. 1918—1921»[2]
- Медаль «10-летие обретения независимости» (1928)[2]
- Офицер ордена Почетного легиона (Франция, 1931)[3]
- Военный крест 1914—1918 с бронзовой пальмовой ветвью (1915)
- Военный крест 1914—1918 с серебряной звездой (1926)[2]
- Королевская викторианская медаль[англ.] (Великобритания)
- Медаль общей службы[англ.] (Великобритания, 1919)
- Офицер ордена Короны Италии (Италия, 1925)[2]

## Сочинения
- «Samotny krążownik» (1934)
- «Skaza marynarska» (1937)
- «Eskadra niescalona» (1939)
- «Przygody mata Moreli» (1947)
- «Samotny półwysep» (1957)

## Память
В честь Влодзимежа Штайера названы:
- 9-я флотилия береговой обороны в Хель
- начальная школа в г. Крокова.
- начальная школа во Владыславово
- улицы в следующих городах: Гдыня, Остроленка, Хель, Владыславово, Пуцк и Свиноуйсьце.